# 694
694 (DCXCIV) fue un año común comenzado en jueves del calendario juliano, en vigor en aquella fecha.

## Acontecimientos
- 9 de noviembre: se celebra el XVII Concilio de Toledo.
- Égica, rey visigodo de Hispania, denuncia una conspiración de los judíos españoles con los del norte de África para destruir su reino. Por esto, los obispos decretaron la disgregación de las aljamas judías, la esclavitud de todos los judíos y la prohibición de ejercer su religión, y la obligación de entregar sus hijos a la edad de siete años para ser educados con cristianos.
- Ine de Wessex y su reinado destacan por su código legislativo, que fue publicado en torno a 694.
- Wihtred de Kent alcanzó la paz con Ine de Wessex.
- Sebbi de Essex, se le atribuye la construcción de la primera Abadía de Westminster, y el deseo de dedicarse a la vida monástica por lo que abdica en el 694 en su hijo Sigeheard de Essex.
- Asuka-kyō, con el Palacio Kiyomihara, deja de ser capital de Japón y pasa a serlo Fujiwara-kyō.
- En este año o el siguiente, Tervel sube al trono del Primer Imperio búlgaro después del fallecimiento de Asparukh.

## Nacimientos
- Fujiwara no Umakai (藤原 宇合, 694 – 7 de septiembre de 737) hombre de estado, poeta, general y político del periodo Nara.

## Fallecimientos
- Entre 694 y 695, Asparukh, fundador del Primer Imperio búlgaro.
- Rodoaldo de Friuli, duque de la marca de Friuli.